# Somno
Un somno (ou somneau) est un petit meuble de chevet fabriqué en cylindre, en forme de table cylindrique ou carrée, avec une partie fermée offrant un espace de rangement. C'est un meuble fréquent dans la période du Premier Empire et au début du XIXe siècle.